# Jatka Villejuif
Jatka Villejuif (francouzsky abattoirs de Villejuif), nazývaná také jatka Ivry (abattoirs d'Ivry), byla jedněmi z pěti jatek, které založil císař Napoleon Bonaparte, aby z hygienických důvodů nahradila množství starých jatek v Paříži.

## Situace
Jatka ve Villejuif se nacházela poblíž Barrière d'Italie ve 13. obvodu a odpovídala čtyřúhelníku mezi boulevardem de l'Hôpital, rue Fagon, rue Pinel, rue de l'Hôpital-Général, rue de Villejuif a Rue de la Barrière des Gobelins. Na jejich místě se nachází Arts et Métiers ParisTech.

## Historie
Jatka ve Villejuif byla založena výnosem z 9. února 1810. Jako náhradu za četné porážky uvnitř Paříže se Napoleon rozhodl z hygienických důvodů vytvořit pět jatek mimo tehdejší hranice Paříže: tři na pravém břehu Seiny a dva na levém břehu. Výstavba začala 25. března 1810 a jatka byla dokončena v roce 1818. Od 15. září v témže roce bylo zakázáno vhánět dobytek do Paříže.
Jatka Villejuif o rozloze 27 200 m2 postavil architekt Nicolas Lenoir. Byla určena hlavně pro porážku koní kvůli nedalekému koňskému trhu.
Jatka byla zbořena v roce 1902 po výstavbě jatek Vaugirard. Na jejich místě vznikla Arts et Métiers ParisTech.